# Patryk Wysocki
Patryk Jan Wysocki (ur. 17 września 1999 w Nieświeżu) – polski hokeista.

## Kariera
- GKS Energa Stoczniowiec Gdańsk
- HK Brześć do lat 16 (2014-2015)
- ODJuSSz Brześć do lat 18 (2014-2015)
- HK Brześć (2016-2017)
  -  SMS U20 PZHL Sosnowiec (2017)
- MH Automatyka Gdańsk (2017-2018)
- Tauron KH GKS Katowice (2018)
- Kadra PZHL do lat 23 (2018)
- KRS Heilongjiang (2018-2019)
- PRG Junior (2019)
- Antwerp Phantoms (2019-2020)
- Zagłębie Sosnowiec (2021)
- HC 19 Humenné (2021-2022)
  -  HK Trebišov (2021/2022)

Urodził się w Nieświeżu na Białorusi, miejscu pochodzenia swojego ojca. Naukę hokeja rozpoczął w Gdańsku, skąd pochodzi jego matka. Mając 10 lat trenował w niemieckim Weisswasser. W sezonach 2010/2011, 2011/2012 grał w barwach zespołu do lat 14 GKS Energa Stoczniowiec Gdańsk. W grudniu 2011 podczas II Christmas Cup MOSiR Tychy 2011 reprezentując zespół został wybrany najlepszym zawodnikiem drużyny i do składu gwiazd turnieju. W 2012 grał w norweskiej drużynie rocznika 1998 klubu Sparta Warriors. W styczniu 2014 w barwach drużyny Pomorze z Torunia wziął udział w zorganizowanym w Soligorsku na Białorusi IV międzynarodowym świąteczny turniej hokeja chłopców urodzonych w 1998 roku i został uznany wówczas najlepszym zawodnikiem turnieju. Potem zamieszkał z rodzicami w białoruskim Brześciu. Jako uczeń Szkoły Średniej nr 9 w Brześciu w sezonie 2013/2014 zdobył z drużyną z Brześcia mistrzostwo Białorusi w kategorii rocznika 1998. W sezonie 2015/2016 grał w lokalnych zespołach szkolnych. W kwietniu 2015 został uznany najlepszym obrońcą turnieju Riga Cup na Łotwie, gdzie wystąpił w barwach ekipy Hokejowe Nadzieje Olimpijskie. Latem 2016 w okresie przygotowawczym został włączony do składu seniorskiego zespołu HK Brześć. W barwach klubu zadebiutował w edycji 2016/2017 Pucharu Białorusi im. Rusłana Saleja. We wrześniu 2016 zadebiutował w barwach zespołu w sezonie 2016/2017 ekstraligi białoruskiej. Równolegle rozegrał dwa mecze w Polskiej Hokej Lidze 2016/2017 w barwach SMS Sosnowiec. Od sierpnia 2017 zawodnik zespołu MH Automatyka w rodzinnym Gdańsku. Po sezonie odszedł z gdańskiego klubu. Na początku września 2018 został zawodnikiem Tauronu KH GKS Katowice, w barwach którego zadebiutował w sezonie PHL 2018/2019. Równolegle występował w tych rozgrywkach w zespole Kadry PZHL do lat 23. Pod koniec grudnia 2018 został zawodnikiem chińskiej drużyny KRS Heilongjiang, działającej w Rosji i uczestniczącej w rozgrywkach rosyjskiej Młodzieżowej Hokejowej Ligi (MHL). Zadebiutował w sezonie MHL (2018/2019) w dniu 29 grudnia 2018 w wyjazdowym meczu z Krasnają Armiją Moskwa. W piątym meczu zdobył pierwszego gola w lidze 24 stycznia 2019 (KRS przegrał w wyjazdowym spotkaniu z Kapitanem Stupino 7:5), natomiast dzień później strzelił swojego drugiego gola (był to kolejny mecz z Kapitanem Stupino, przegrany 9:2). Łącznie w sezonie zasadniczym MHL do 24 lutego 2019 zagrał w 20 spotkaniach, w których prócz dwóch goli uzyskał dwie asysty, ponadto w klasyfikacji +/- uzyskał bilans -28 oraz zaliczył 14 minut kar. Przed sezonem MHL (2019/2020) przeszedł do innego chińskiego klubu, PRG Junior (formalnie z siedzibą w Pekinie). Na początku października 2019 dołączył do belgijskiej drużyny Antwerp Phantoms, występującej w międzykrajowych rozgrywkach BeNeLiga, lecz także funkcjonującego w Rosji). W sierpniu 2020 przebywał na testach w łotewskiej drużynie Dinama Ryga z rosyjskich rozgrywek KHL. Pod koniec stycznia 2021 został zawodnikiem Zagłębia Sosnowiec. Tam rozegrał dwa spotkanie, po czym zmagał się z kłopotami zdrowotnymi, a w maju 2021 ponownie podpisał kontrakt z tym klubem. Po starcie sezonu 2021/2022 odszedł z klubu na początku października 2021. Tuż po tym został zaangażowany do słowackiej drużyny HC 19 Humenné, występującej w tamtejszej 1. lidze.
Został reprezentantem kadr juniorskich Polski. W 2014 był kadrowiczem reprezentacji do lat 16. W barwach reprezentacji Polski do lat 18 uczestniczył w turniejach mistrzostw świata juniorów do lat 18 edycji 2016 (Dywizja IIA), 2017 (Dywizja IB). W barwach reprezentacji Polski do lat 20 uczestniczył w turniejach mistrzostw świata juniorów do lat 20 edycji 2018, 2019 (Dywizja IB).

## Sukcesy
Reprezentacyjne
- Awans do mistrzostw świata juniorów do lat 18 Dywizji I Grupy B: 2016